# Carlos Cuco Rojas
Carlos Rojas Hernández conocido en el medio artístico como maestro Carlos «Cuco» Rojas, (San Martín, Meta, 28 de marzo de 1954-Bogotá, 10 de enero de 2020), fue un arpista y compositor colombiano de música llanera.
Fue el director de la agrupación musical de joropo Cimarrón. Falleció en Bogotá el 10 de enero de 2020.

## Carrera musical

### Inicios
Carlos Rojas Hernández nació en 1954 en San Martín, Meta, en la región llanera de Colombia.
Su carrera musical inició en festivales música llanera.
En 1978 grabó con el cantante llanero Cholo Valderrama el LP Baquiano, horizonte y verso, el cual incluye temas como Quitaresuellos No. 2, Bonguero del Casanare y Viento Viajero.

### Premio Nobel de Literatura
El arpista Carlos «Cuco» Rojas formó parte de los intérpretes llaneros de la delegación folclórica colombiana que acompañó al escritor Gabriel García Márquez en la recepción del Premio Nobel de Literatura en Estocolmo, Suecia.

### Cimarrón
Carlos «Cuco» Rojas y la cantante Ana Veydó llevaron al grupo Cimarrón a actuar en festivales de músicas del mundo como Smithsonian Folklife Festival, WOMEX Festival, WOMAD Festival, LEAF Festival, Rainforest World Music Festival, Paléo Festival, Glatt & Verkehrt, Festival Músicas do Mundo, Festival Rio Loco, Festival Mawazine, Rajasthan International Folk Festival, Førde International Folk Music Festival, Sfinks Mixed, Flamenco Biennale Nederland, Lotus World Music & Arts Festival, National Cowboy Poetry Gathering, Utah Arts Festival, San Francisco International Arts Festival, Globalquerque, Festival International de Lousiane, Festival Nuit du Suds, Zomer van Antwerpen, Abu Dhabi Culture & Heritage y Festival México Centro Histórico.
Cimarrón se ha presentado en treinta países: Estados Unidos, España, Portugal, Francia, Bélgica, Países Bajos, Suiza, Noruega, Inglaterra, República Checa, Austria, Eslovenia, Croacia, Gales, Marruecos, Emiratos Árabes, India, China, Japón, Malasia, Rajastán, México, Nicaragua, El Salvador, Panamá, Colombia, Ecuador, Argentina, Chile y Uruguay.

## Investigación cultural
Carlos Rojas Hérnandez se desempeñó también como investigador de la tradición cultural y musical de los Llanos de Colombia y Venezuela.
Entre sus publicaciones en este campo destaca Llanura, soga y corrío, ensayo sobre la génesis histórica y social del joropo y otras expresiones orinoquenses incluido en la compilación Cantan los Alcaravanes.
Trabajó como asesor de la División de Música del Ministerio de Cultura de Colombia para el desarrollo de programas de investigación y de formación en músicas del Llano.

## Discografía
| Año  | Álbum                                               | Sello discográfico              |
| ---- | --------------------------------------------------- | ------------------------------- |
| 2004 | Sí, soy llanero                                     | Smithsonian Folkways Recordings |
| 2007 | Catrin Finch and Cimarron Live YN BYW               | Astar Artes Recordings          |
| 2011 | ¡Cimarrón! Joropo music from the Plains of Colombia | Smithsonian Folkways Recordings |
| 2019 | Orinoco                                             | Independiente                   |